# Ирбис-Ышбара-Джагбу хан
Ирбис-Ышбара-Джагбу хан, также Гяна, Ибн Шабало Шеху (тронное имя кит. упр. 乙毗沙钵罗叶护可汗, пиньинь yipishaboluoyehukehan — Ипишаболоехукэхань, личное имя кит. упр. 阿史那薄布, пиньинь ashinabaobu — Ашина Баобу) — каган Западно-тюркского каганата с 640 года по 641 год. Поставлен каганом племенем Нушиби.

## Правление
По восшествии на престол каган встретился с танским послом, который подарил ему литавру и знамя. Племя нушиби, поставившее его каганом, наживалось на караванной торговле Шёлкового пути, поэтому первым делом каган восстановил свой контроль над городами: Куча, Шаньшань-Крорайна, Гюймо, Харашар, Шаш, Кэш, Хэ, Самарканд. Дулу стали нападать на нушиби и завязались пограничные сражения. Когда послы обоих каганов прибыли в Чанъань, император приказал им помириться, но дулу заявили, что уничтожат нушиби. Тутунь из дулу напал на ставку кагана и убил его.
Дулу стали нападать на Хами, но китайский наместник Го Хяокхэ с 2 000 лёгкой конницы разбил их. Тюрки заняли тяньшаньские области, но Хяокхэ прошёлся рейдом по тюркским землям и убил больше 1 000 человек. Вскоре Юкук Ирбис-Дулу хан был изгнан из тюркских земель и нушиби обратились к императору, прося назначить им кагана. Вынь Вуинь прибыл с грамотой и совместно с нушибискими старейшинами избрали Ирбис-Шегуй хана